# Auvergne-Rhône-Alpes
Auvergne-Rhône-Alpes is een regio van Frankrijk.
De regio is op 1 januari 2016 ontstaan door de samenvoeging van de regio's Auvergne en Rhône-Alpes. Op 6 en 13 december 2015 werden verkiezingen gehouden voor de 204 leden van de Regionale Raad van Auvergne-Rhône-Alpes.

## Bevolking

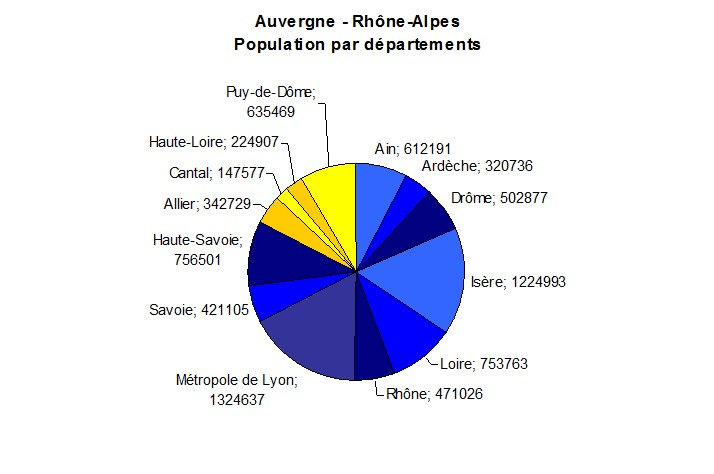
Bevolking van Auvergne-Rhône-Alpes per departement

## Departementale indeling van de regio
| Regio's vóór 2016                          | Departementen                              | Zetels |
| ------------------------------------------ | ------------------------------------------ | ------ |
| Auvergne                                   | 03 Allier                                  | 8      |
| Auvergne                                   | 15 Cantal                                  | 4      |
| Auvergne                                   | 43 Haute-Loire, Boven-Loire                | 8      |
| Auvergne                                   | 63 Puy-de-Dôme                             | 18     |
| Rhône-Alpes Rhône-Alpen                    | 01 Ain                                     | 15     |
| Rhône-Alpes Rhône-Alpen                    | 07 Ardèche                                 | 10     |
| Rhône-Alpes Rhône-Alpen                    | 26 Drôme                                   | 14     |
| Rhône-Alpes Rhône-Alpen                    | 38 Isère                                   | 34     |
| Rhône-Alpes Rhône-Alpen                    | 42 Loire                                   | 20     |
| Rhône-Alpes Rhône-Alpen                    | 69D Rhône                                  | 13     |
| Rhône-Alpes Rhône-Alpen                    | 69M Métropole de Lyon                      | 30     |
| Rhône-Alpes Rhône-Alpen                    | 73 Savoie                                  | 11     |
| Rhône-Alpes Rhône-Alpen                    | 74 Haute-Savoie, Boven Savoie              | 19     |
| Totaal aantal zetels in de Regionale Raad: | Totaal aantal zetels in de Regionale Raad: | 204    |

## Historische provincies
Auvergne-Rhône-Alpes ·  Bourgogne-Franche-Comté ·  Bretagne ·  Centre-Val de Loire ·  Grand Est ·  Hauts-de-France ·  Île-de-France ·  Normandië ·  Nouvelle-Aquitaine ·  Occitanie ·  Pays de la Loire ·  Provence-Alpes-Côte d'Azur
 Corsica
Overzeese regio's:  Frans-Guyana ·  Guadeloupe ·  Martinique ·  Mayotte ·  Réunion